# Bu Qu
Bu Qu (kinesiska: 布曲) är ett vattendrag i Kina. Det ligger i den autonoma regionen Tibet, i den sydvästra delen av landet, omkring 420 kilometer nordost om regionhuvudstaden Lhasa.
Genomsnittlig årsnederbörd är 922 millimeter. Den regnigaste månaden är juni, med i genomsnitt 210 mm nederbörd, och den torraste är december, med 4 mm nederbörd.